# Сумськ
Сумськ (рос. Сумск) — присілок у Волосовському районі Ленінградської області Російської Федерації.
Населення становить 73 особи. Належить до муніципального утворення Большеврудське сільське поселення.

## Історія
Від 1 серпня 1927 року належить до Ленінградської області.

## Населення
| 1838 | 1862 | 1885 | 1997 | 2007 | 2010 | 2013 |
| ---- | ---- | ---- | ---- | ---- | ---- | ---- |
| 502  | ↗604 | ↘354 | ↘55  | ↗61  | ↗74  | ↗78  |
| 2014 | 2017 |      |      |      |      |      |
| ↗80  | ↘73  |      |      |      |      |      |